# Palacio de la Industria
El Palacio de la Industria y de las Bellas Artes (en francés: Palais de l'Industrie et des Beaux-arts), o simplemente Palacio de la Industria (en francés: Palais de l'Industrie), fue un edificio construido para la Exposición Universal de 1855 en la avenida de los Campos Elíseos de París (Francia). Fue obra del arquitecto Jean-Marie-Victor Viel y del ingeniero Alexis Barrault. En 1881 albergó la primera Exposición Internacional de la Electricidad, y a partir de 1896 fue destruido para permitir la construcción del Petit Palais y del Grand Palais. También llamado Palacio de los Campos Elíseos (Palais des Champs-Élysées), fue utilizado para albergar los salones artísticos de París entre 1857 y 1897.

## Emblema de la Exposición
Inaugurado el 15 de mayo de 1855 por Napoleón III, fue el emblema de la primera exposición universal celebrada en París. Esta exposición, que atrajo a más de cinco millones de visitantes, fue la respuesta del jefe del Estado francés al éxito de la Exposición Universal de 1851 de Londres, célebre especialmente por la audacia y la novedad de su Crystal Palace: construido enteramente en hierro y vidrio por el ingeniero Joseph Paxton, este gran «invernadero», constituido por elementos prefabricados desmontables, tenía más de 30 metros de altura. A diferencia de la mayoría de edificios construidos para las exposiciones, y en particular del Crystal Palace, el Palacio de la Industria pretendía ofrecer un lugar de exposición permanente en pleno corazón de París.

## Descripción

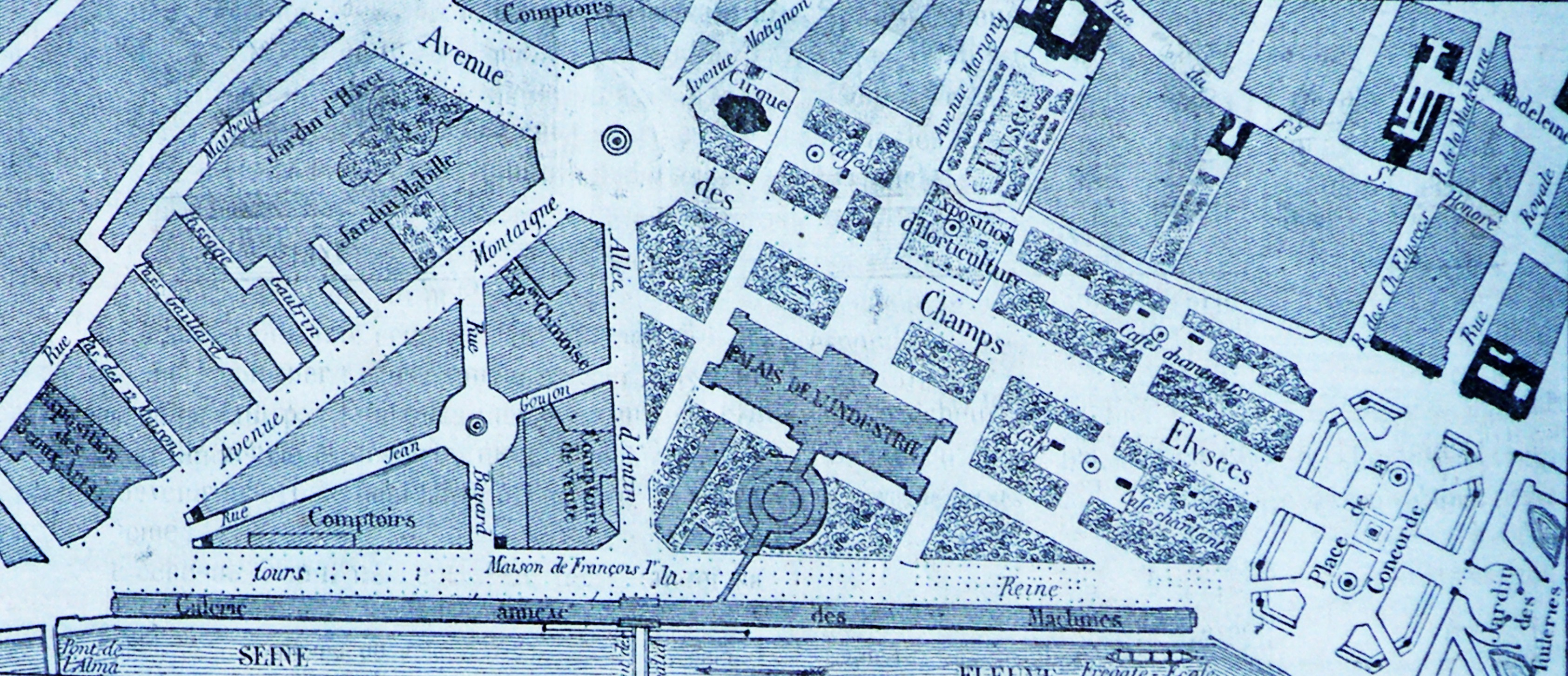
Localización en un plano de París, en el centro de una zona delimitada por el Rond-point des Champs-Élysées, la Place de la Concorde y el río Sena.

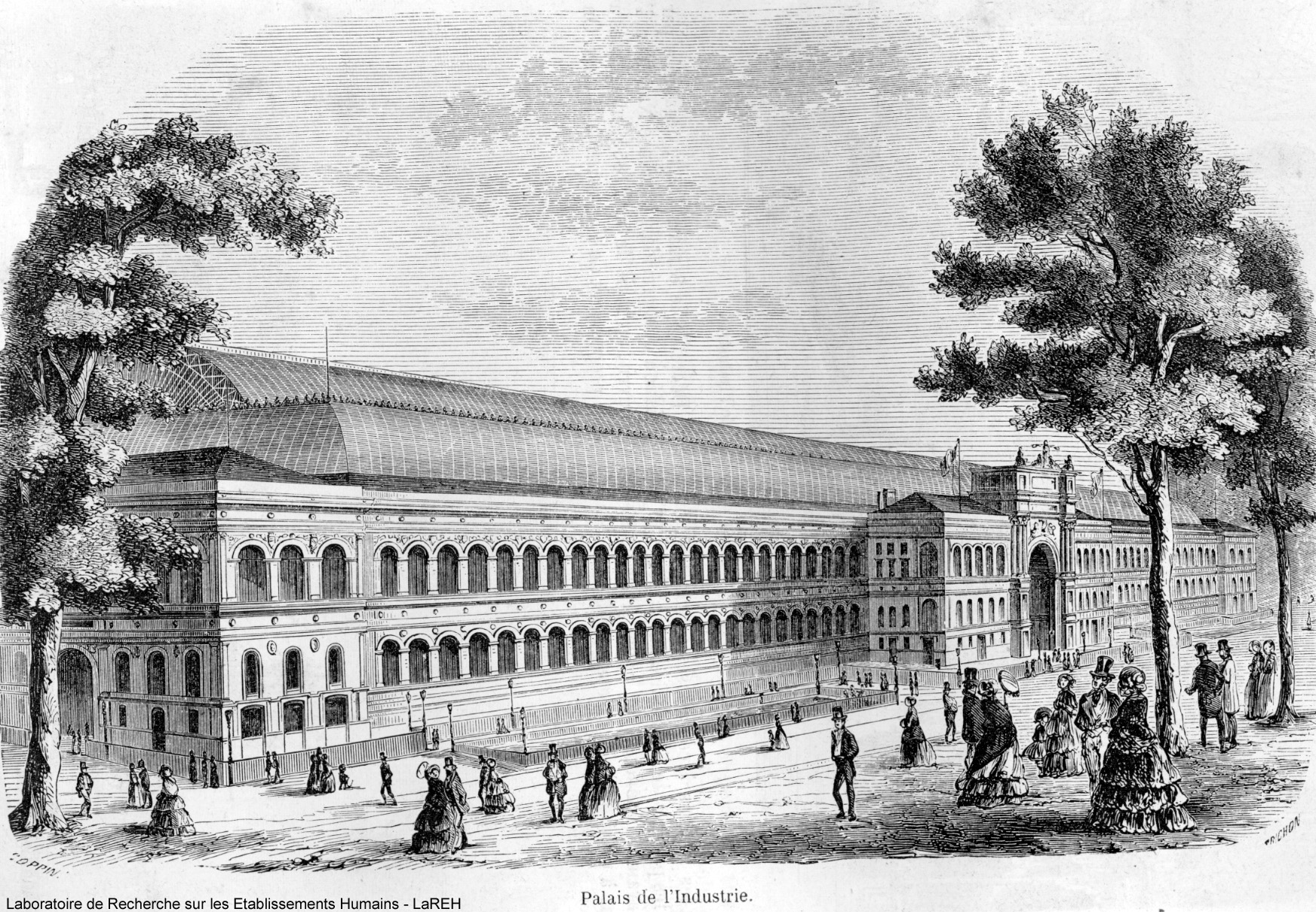
Fachada del Palacio de la Industria.

Construido a lo largo de la avenida de los Campos Elíseos, en el grand carré des Jeux, en el eje formado por el Palacio del Elíseo y la Avenue de Marigny, el Palacio de la Industria ocupaba una parcela que el Ayuntamiento de París había devuelto al Estado en 1852, en vistas de su construcción. Paralelo al Sena, estaría en la actualidad a caballo de la Avenue Winston-Churchill, y su entrada principal daba hacia la Puerta del Gallo del Palacio del Elíseo.
Mostraba una arquitectura racionalista de hierro y vidrio característica de esta época detrás de una fachada de piedra de estilo ecléctico, destinada a darle un carácter monumental al mismo tiempo que a esconder su estructura. Numerosos edificios de esta época responden a este esquema constructivo, como la Estación del Norte, la Estación de Orsay o la Ópera Garnier.
Este gigantesco palacio tenía una fachada de 208 metros de longitud decorada con un colosal pórtico en arco de triunfo que se abría hacia una gran nave central. La fachada, dividida en dos niveles de arcadas con arcos de medio punto, estaba puntualizada por cuatro imponentes pabellones de esquina. Con 47 metros de anchura y 108 metros de profundidad incluyendo la Galería de las Máquinas, el edificio ocupaba más de dos hectáreas. Tenía una altura de 35 metros y 408 ventanas.
La cornisa superior del pórtico monumental estaba decorada con un grupo escultórico realizado por Élias Robert que representaba a Francia entregando coronas al Comercio y a la Industria, rodeado por los símbolos imperiales, una cartela con un águila sostenido por niños, obra de Georges Diebolt. En la actualidad se conservan algunos restos de esta escultura en el parque de Saint-Cloud, con un «Grupos de niños» de Georges Diebolt.
A través de una rotonda llamada del «Panorama», el Palacio de la Industria daba acceso a una galería anexa denominada «Galería de las Máquinas», una inmensa galería de 1200 metros de longitud y 17 metros de altura que bordeaba los muelles del río Sena. La mencionada rotonda era el antiguo Panorama construido según el proyecto de Jacques Hittorff en 1839, integrado posteriormente en los edificios de la primera Exposición Universal, en la que se exponían las producciones de las manufacturas de Sèvres y de Gobelins, así como las joyas de la Corona de Francia.
El escritor Amédée Achard describió así el edificio:

Un día, el Gobierno tuvo la idea de construir un palacio para la Exposición Universal, que durante un tiempo se había alojado en cabañas de madera y bajo un edificio de cartón. Allí había, entre el Cours-la-Reine y la avenida de los Campos Elíseos, un gran espacio vacío donde los tranquilos jubilados jugaban a la petanca y que los acróbatas abarrotaban los días festivos. Se llamaba Carré-Marigny. Pronto mandaron allí a dos o tres mil obreros y se construyó el Palacio de la Exposición. Una vez que se abrieron sus puertas, pese a la extensión de sus proporciones, nos dimos cuenta de que era demasiado pequeño, y el monumento que debía albergar a generaciones de industriales procedentes de todas las partes del mundo se divorció de la Exposición Universal. No obstante, no fue totalmente inútil. En primavera, se cuelgan allí los dos o tres mil cuadros que los artistas vivos terminan cada año para el placer de sus contemporáneos y, de vez en cuando, tanto en verano como en otoño, y a veces en invierno, se exhiben allí los productos más hermosos de las especies bovinas, ovinas y porcinas, los mejores alumnos de todas las perreras franceses, las aves más gordas de todos las corrales nacionales y los quesos más sabrosos de todos nuestros departamentos.

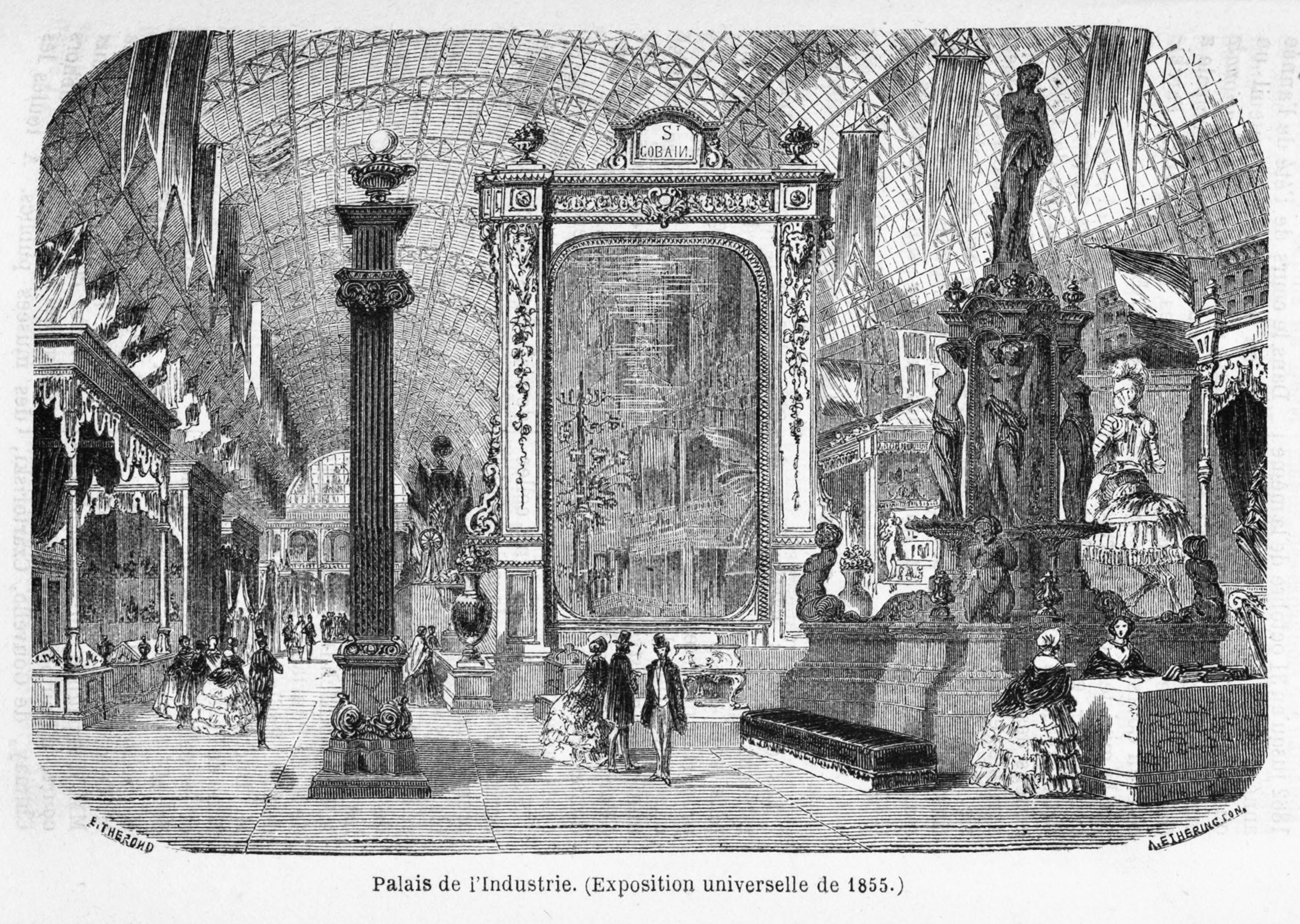
Interior del palacio.
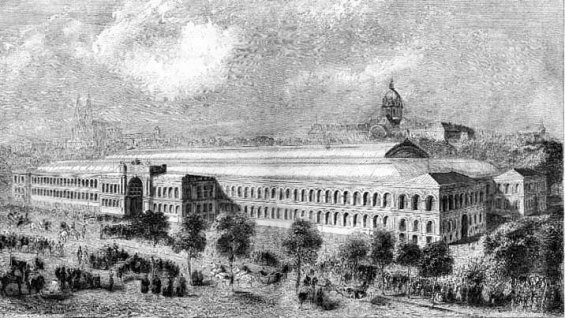
El Palacio de la Industria, construido para la primera Exposición Universal de París.
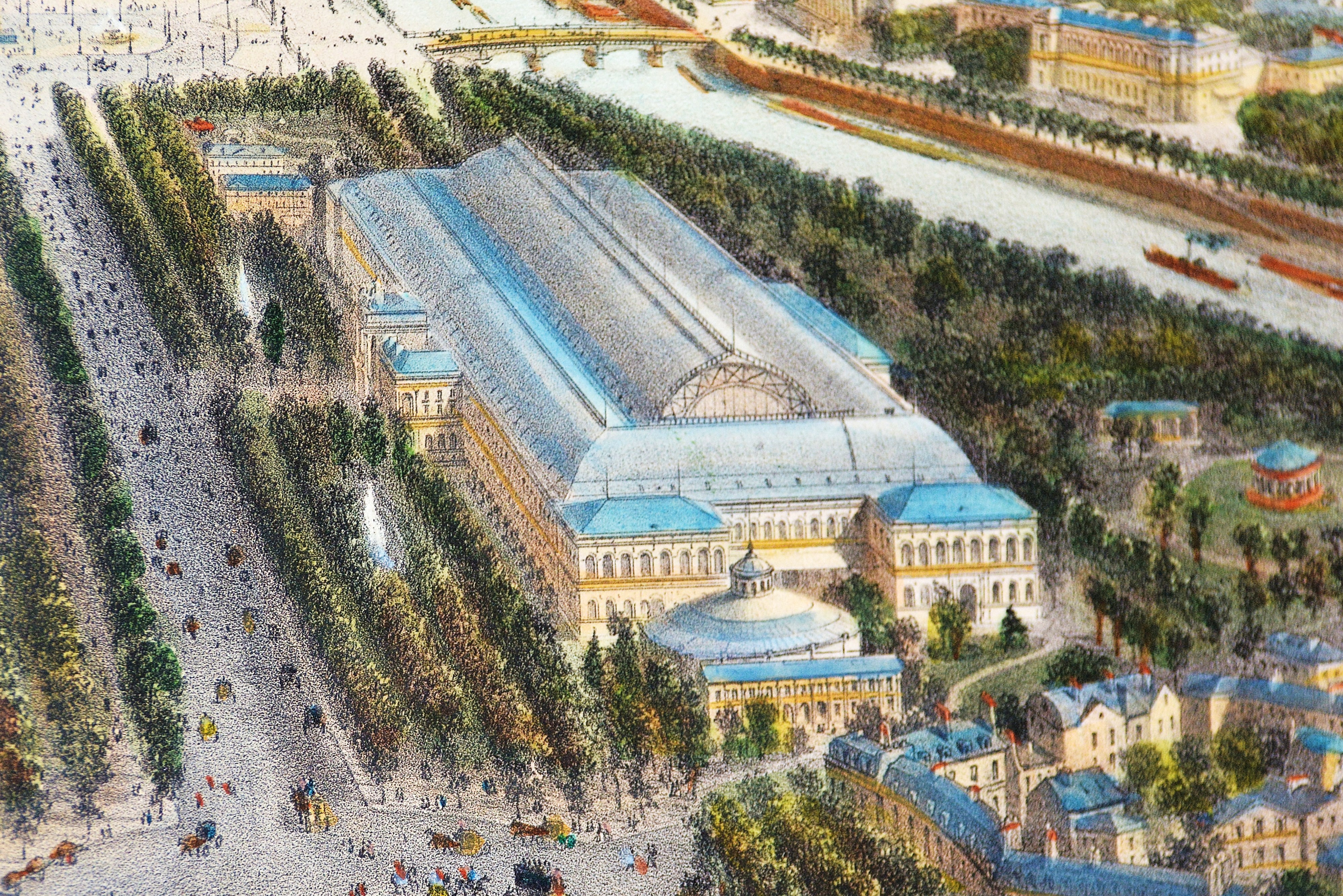
El edificio a vista de pájaro en 1860.
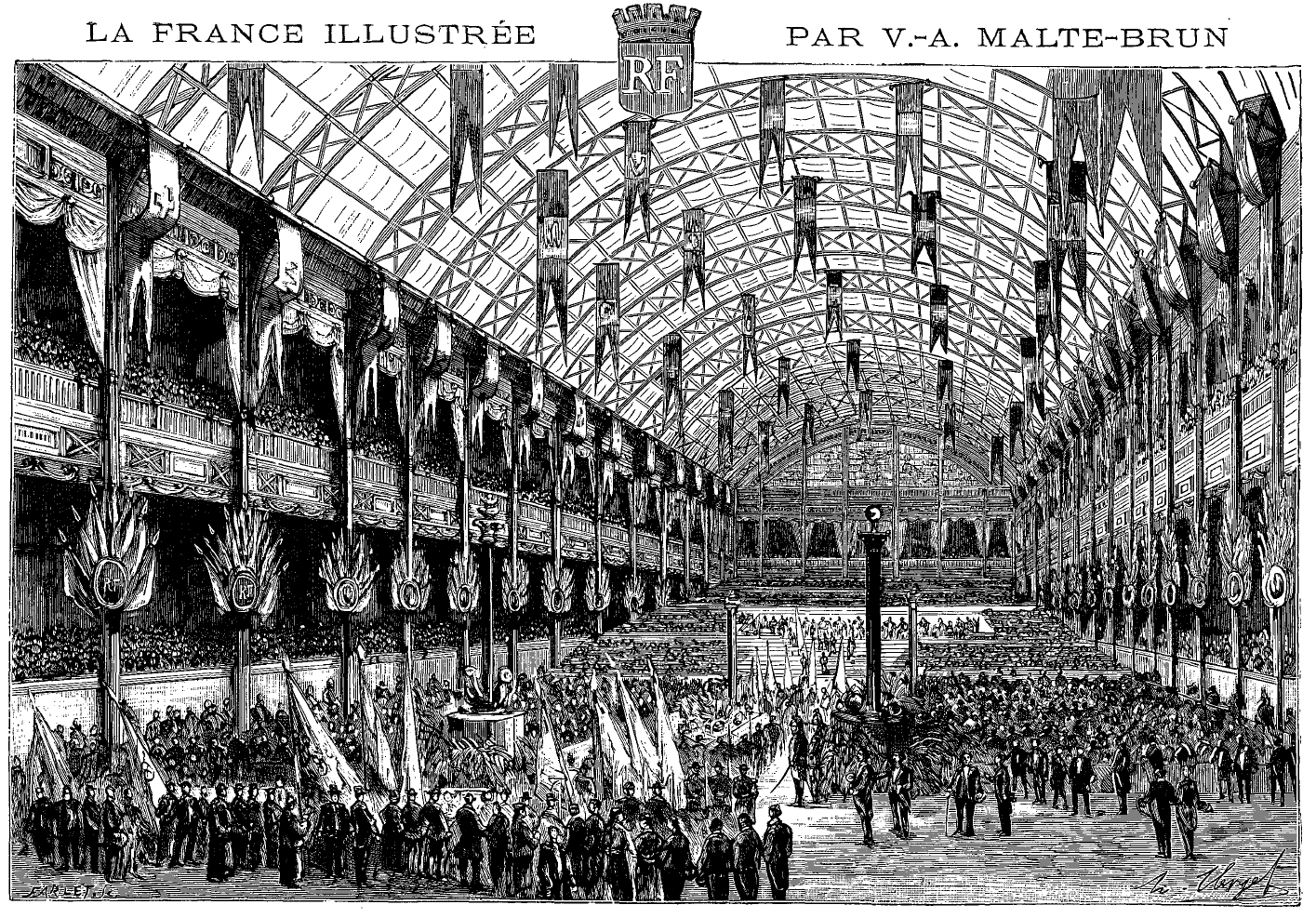
Entrega de los premios durante la Exposición Universal de 1878.

## Historia

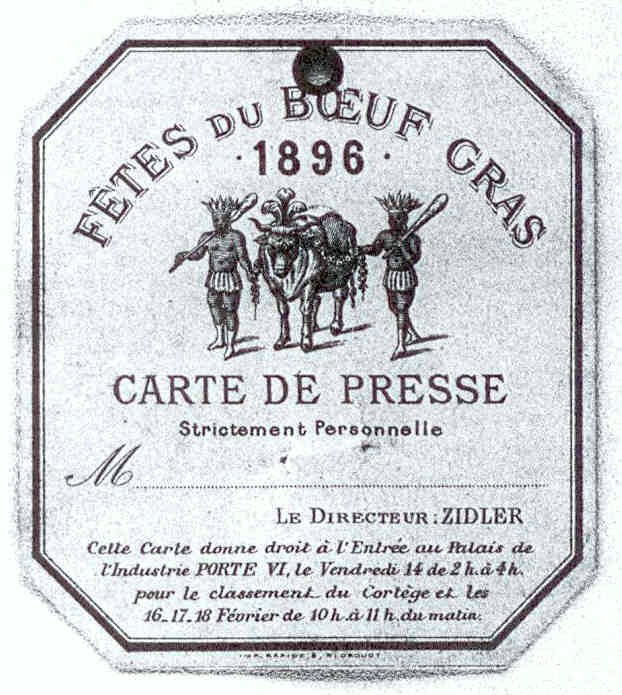
Tarjeta de prensa para entrar al Palacio de la Industria, de donde partió la Promenade du Bœuf Gras de 1896.

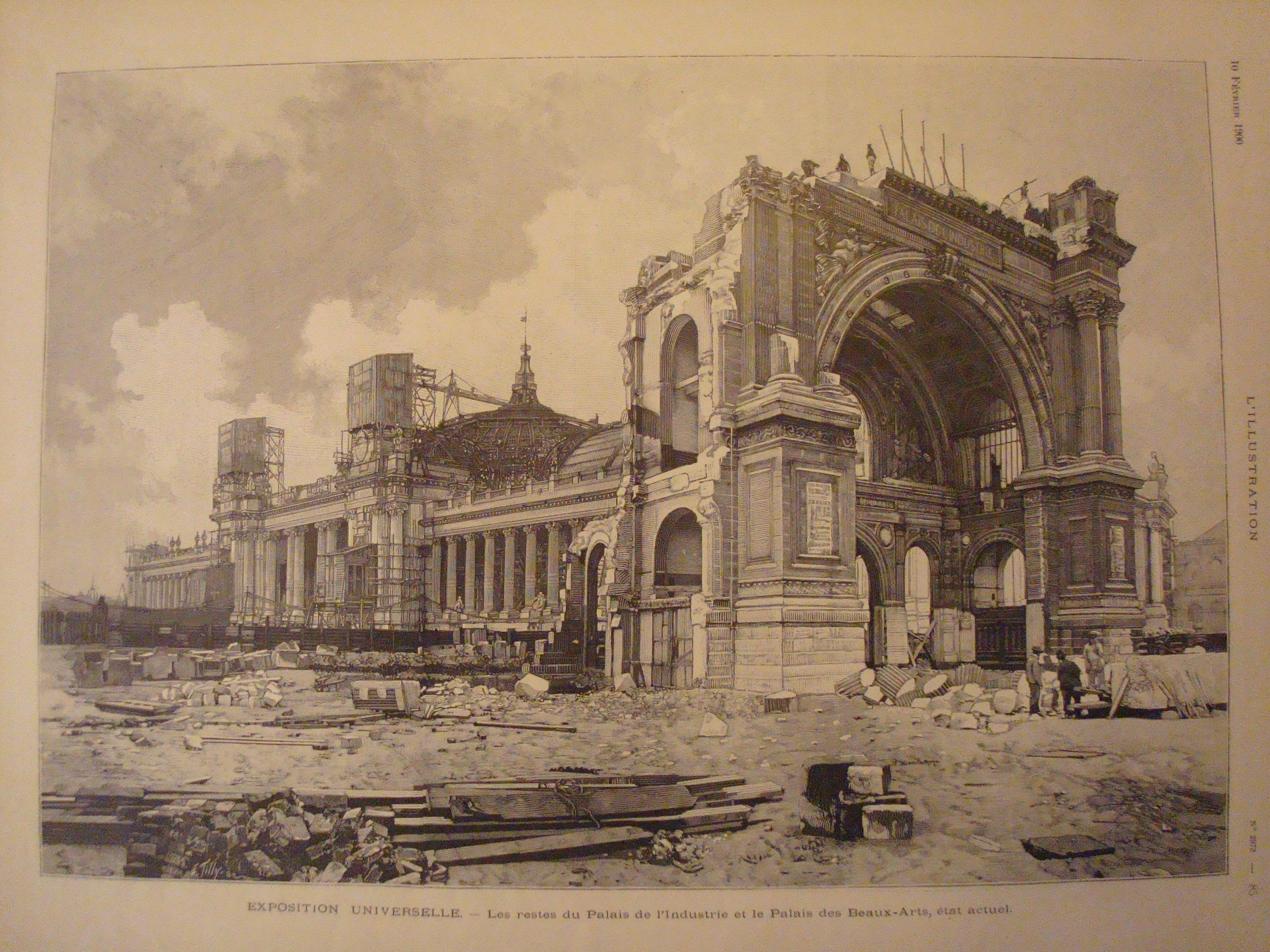
El palacio en proceso de destrucción. Dibujo publicado en febrero de 1900 en L'Illustration.

El palacio fue construido con piedra de sillería extraída de la cantera de Loups de Nanterre, de las canteras del Moulin de Arcueil, de las canteras del Moulin de Vent y de la Voie des Bornes en Ivry y de las canteras de Vitry.
Bautizado oficialmente «Palacio de la Industria y de las Bellas Artes», la Exposición de las Bellas Artes se celebraba en realidad en un edificio adyacente sito en el n.º 16-18 de la Avenue Montaigne. Estos dos edificios recibieron entonces los nombres de «Palacio de la Industria» y «Palacio de las Bellas Artes», respectivamente; este último se convertiría pronto en el «Palacio de los Campos Elíseos», que acogería el Salon des Refusés. Este palacio estaba en efecto destinado a albergar la Exposición de Innovaciones Técnicas y Artesanales, en unos 21 779 puestos de un total de 25 600 en el conjunto de la exposición. En él se celebraron, además de la inauguración, las numerosas ceremonias de entrega de premios, y especialmente la entrega de medallas del 15 de noviembre de 1855, en presencia de unos cuarenta mil invitados y de una orquesta dirigida por Hector Berlioz. El Jurado otorgó once mil medallas, a las cuales hay que añadir cuarenta distinciones personales de parte del emperador; estas distinciones permitieron a algunos obtener rentas vitalicias por «servicios a la civilización».
El edificio se usó en las exposiciones universales de 1855, de 1878 y de 1889, y fue utilizado para los Salones de París entre 1857 y 1897, así como para exposiciones agrícolas y hortícolas, concursos de hípica, festejos y ceremonias públicas, etc. Entre mayo y octubre de 1862, albergó la colección Campana. En 1881, fue el lugar de celebración de la primera Exposición Internacional de la Electricidad, célebre por el importante número de innovaciones que se mostraron por primera vez al gran público en ella, que inauguraron una nueva era de innovación para la producción y el transporte de electricidad.
Los días 16, 17 y 18 de febrero de 1896, fue el punto de salida y de llegada del desfile de carnaval de la Promenade du Bœuf Gras, recuperado tras veintiséis años de interrupción. El 4 de mayo de 1897, se llevaron allí los cuerpos calcinados de las víctimas del incendio del bazar de la Charité para que sus familiares pudieran reconocerlos.
Para preparar la Exposición Universal de 1900, el edificio fue destruido a partir de 1896 para permitir la construcción del Petit Palais y del Grand Palais. Su demolición permitió trazar entre estos dos nuevos edificios la actual Avenue Winston-Churchill (entonces llamada Avenue Alexandre-III), que conecta Los Inválidos con el Palacio del Elíseo pasando por el Puente Alejandro III, y crear así una gran perspectiva calificada durante mucho tiempo como el «eje republicano».